# جاستن جيمس
جاستن جيمس هو منتج أسطوانات وملحن كندي، ولد في 7 مايو 1975 في وندسور في كندا.

## وصلات خارجية
- جاستن جيمس على موقع ميوزك برينز (الإنجليزية)
- جاستن جيمس على موقع ديسكوغز (الإنجليزية)